# Сивцев, Николай Андреевич
Николай Андреевич Сивцев (20 декабря 1933 — 1 февраля 1998) — старший чабан госплемовцезавода «Большевик», Ипатовский район, Ставропольский край. Герой Социалистического Труда (13.03.1981).

## Биография
Родился 20 декабря 1933 года в посёлке Большевик Ипатовского района ныне Ставропольского края. 
Трудиться начал с 1949 года подпаском в бригаде своего отца. Служил в Советской Армии. 
После увольнения из Вооружённых Сил в 1955 году возвратился домой и был назначен старшим чабаном третьей фермы госплемзавода «Большевик». Спустя два года ему доверили маточную отару. По итогам восьмой (1966—1970 годы) и девятой (1971—1975 годы) пятилеток награждён орденами Трудового Красного Знамени и Ленина. Неоднократно участвовал в Выставке достижений народного хозяйства (ВДНХ) СССР, где удостаивался медалей ВДНХ. 
Планы десятой пятилетки (1976—1980) бригада выполнила за четыре года, за пять лет получила 370,5 центнера тонкого руна при задании 321,3, средний настриг с одной овцы составил 9,4 килограмма шерсти при плане 8,1. Отары пополнились 5372 ягнятами, от каждой сотни животных – по 137 голов молодняка. 
Указом Президиума Верховного Совета СССР от 13 марта 1981 года за выдающиеся успехи, достигнутые в выполнении заданий десятой пятилетки и социалистических обязательств по увеличению производства и продажи государству продуктов земледелия и животноводства, Сивцеву Николаю Андреевичу присвоено звание Героя Социалистического Труда с вручением ордена Ленина и золотой медали «Серп и Молот». 
Жил в Большевик Ипатовском районе Ставропольского края. 
Умер 1 февраля 1998 года. 

## Награды
- Золотая медаль «Серп и Молот» (13.03.1981)
- Орден Ленина (10.03.1976)
- Орден Ленина (13.03.1981)
- Орден Трудового Красного Знамени (08.04.1971)
- Медаль «В ознаменование 100-летия со дня рождения Владимира Ильича Ленина» (6 апреля 1970)
- Медаль «За трудовое отличие»
- Медаль «Ветеран труда»

- медалями ВДНХ СССР:

## Память
- На могиле установлен надгробный памятник.
- На территории п. Советское Руно установлены памятники Героям Социалистического Труда [2].